# Kantoni departmaja Alpes-de-Haute-Provence
Sledi seznam 15 kantonov departmaja Alpes-de-Haute-Provence v Franciji po reorganizaciji francoskega kantona, ki je začela veljati marca 2015:
- Barcelonnette
- Castellane
- Château-Arnoux-Saint-Auban
- Digne-les-Bains-1
- Digne-les-Bains-2
- Forcalquier
- Manosque-1
- Manosque-2
- Manosque-3
- Oraison
- Reillanne
- Riez
- Seyne
- Sisteron
- Valensole